# Calledema
Calledema is een geslacht van vlinders van de familie tandvlinders (Notodontidae).

## Soorten
- C. arema Schaus, 1906
- C. argenta Schaus, 1905
- C. jocaste Schaus, 1901
- C. marmorea Butler, 1875
- C. plusia Felder, 1874
- C. plusioides Felder, 1874
- C. ronaldi Schaus, 1934
- C. sodalis Butler, 1878
- C. sura Schaus, 1906